# Vastaholmen, Borgå
Vastaholmen är en ö i Finland. Den ligger i Finska viken och i kommunen Borgå i den ekonomiska regionen  Borgå i landskapet Nyland, i den södra delen av landet. Ön ligger omkring 57 kilometer öster om Helsingfors.
Öns area är 2,1 hektar och dess största längd är 260 meter i öst-västlig riktning.